# Rudersberg
Rudersberg là một đô thị ở huyện Rems-Murr, trong Baden-Württemberg, Đức. Đô thị này có diện tích km², dân số thời điểm ngày 31 tháng 12 năm 2006 là người. Đô thị này tọa lạc 10 km về phía đông nam của Backnang, và 28 km về phía đông bắc của Stuttgart.